# Historia de Nauru

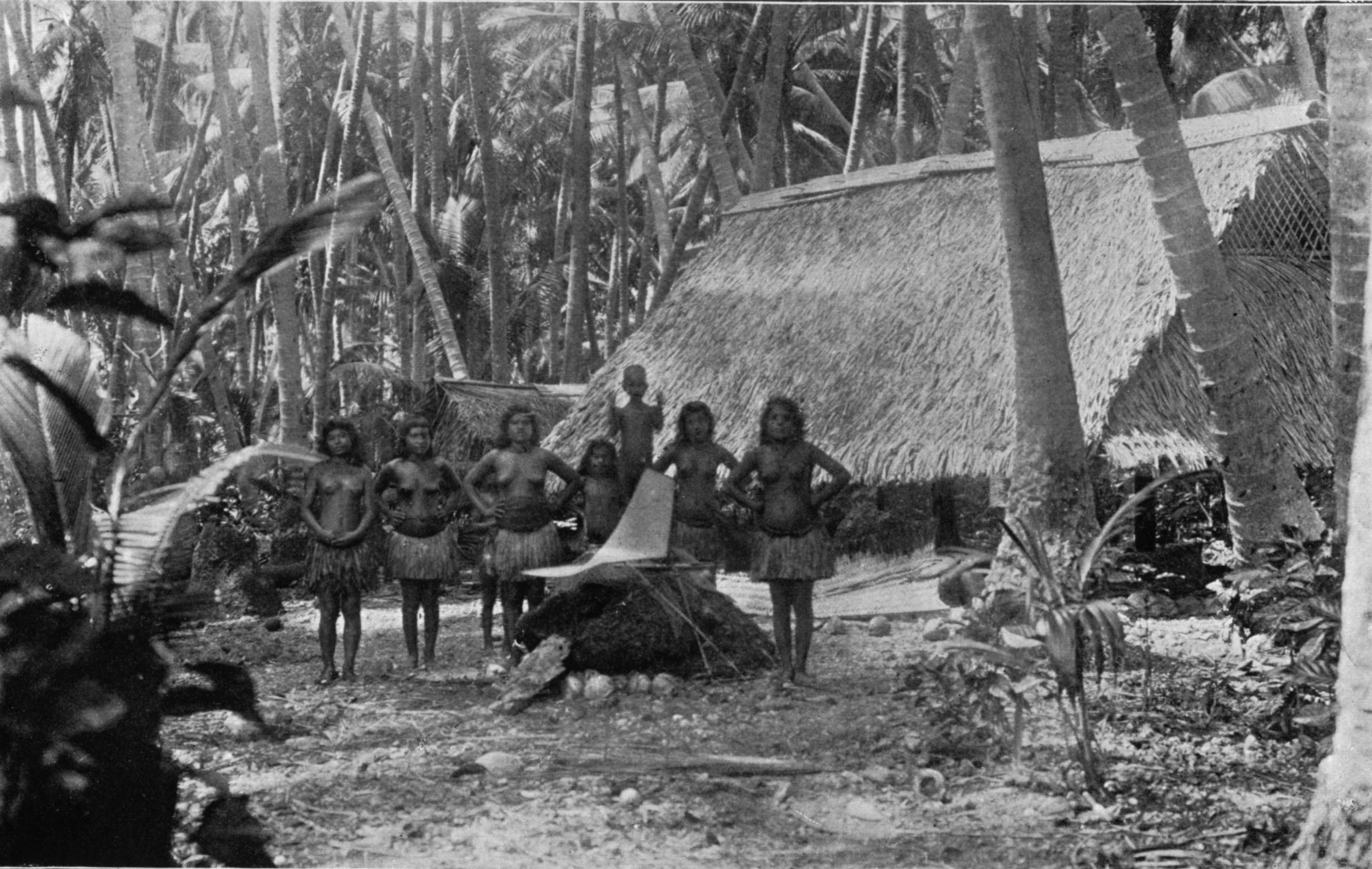
Nauruanos y sus casas tradicionales en Arenibek en 1896.

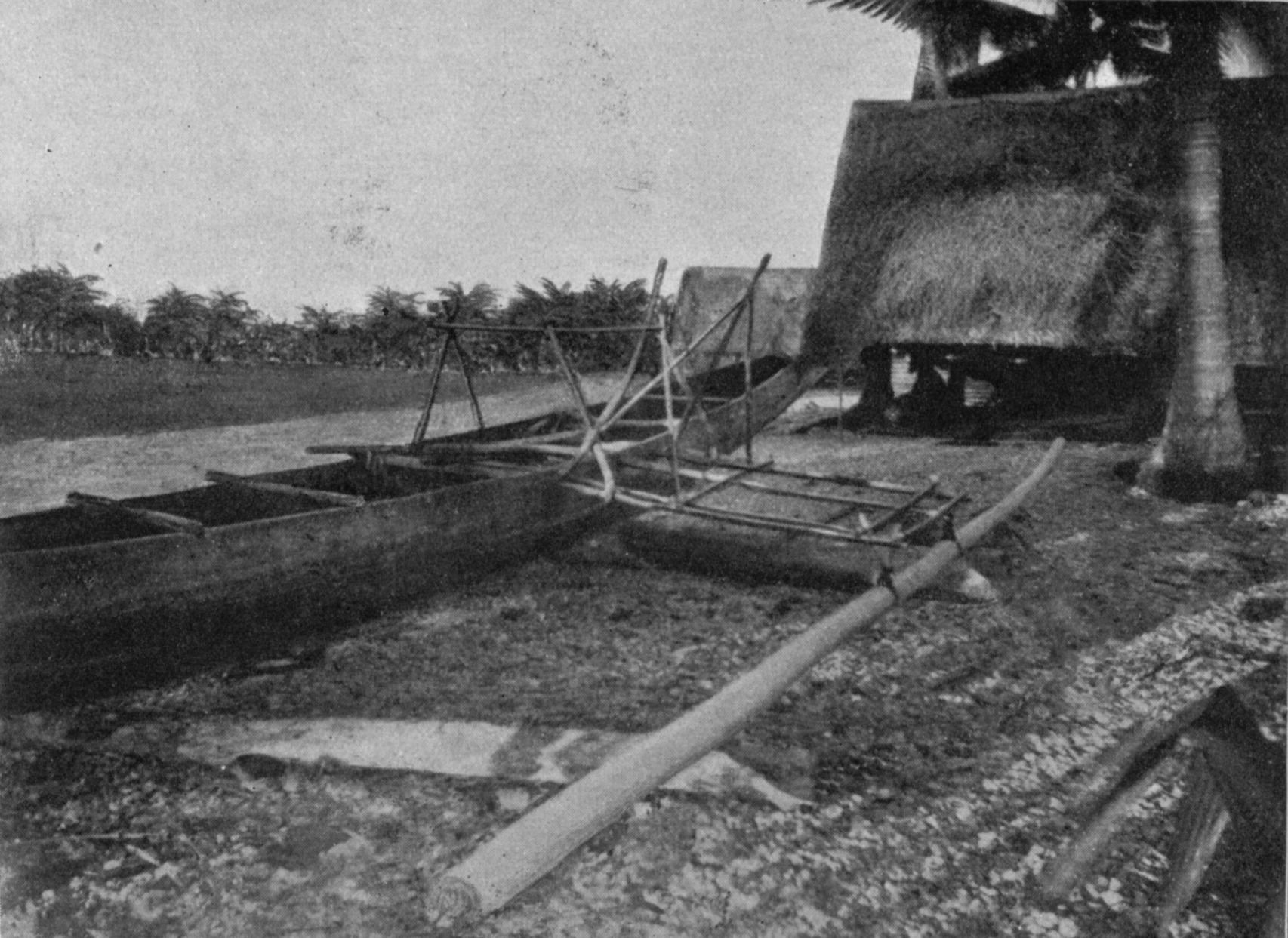
Casa y piraguas en 1896.

La historia de Nauru es la de una pequeña isla de 21 km² aislada en el Océano Pacífico central y que hoy constituye un Estado independiente; la República de Nauru. Los acontecimientos anteriores a su colonización a fines del siglo XIX son poco conocidos por falta de fuentes escritas y la casi ausencia de datos arqueológicos. Los hechos posteriores están estrechamente vinculados a la historia de su única riqueza: el fosfato
Probablemente poblada a los principios por melanesios y micronesios llegó después una segunda ola de migración venida del litoral chino pasando por las Filipinas alrededor del 1200 antes de Cristo. El país fue descubierto por los europeos al acercarse el capitán británico John Fearn a la isla. Fue colonizada por Alemania en 1888, pasando a Australia en 1920 como resultado de la I Guerra Mundial, Japón la ocupó de 1940 a 1945 y Australia otra vez en 1947. Nauru se hace independiente en 1968 y después se convierte en miembro de la ONU en 1999.
A partir de 1903 el yacimiento de fosfato de la isla fue explotado por varias compañías coloniales o estatales. Durante poco menos de un siglo el fosfato fue casi la única fuente de riqueza de la isla y aseguraró a los nauruanos un nivel de vida muy elevado durante varias décadas. El agotamientos de las reservas añadido a malas políticas económicas sumergieron Nauru en la quiebra y la inestabilidad política a partir de los años 1990. Tratando de diversificar las fuentes de recursos, Nauru se comprometió entonces en la vía del blanqueamiento de dinero, la venta de pasaportes y el negociar sus votos en las organizaciones internacionales.
En 2001, Australia ofreció a la isla un canon de dinero a cambio de instalar un centro de refugiados asiáticos (llamado "Nauru Dream"), principalmente afganos e iraquíes. En precarias condiciones, cientos murieron hasta 2007, cuando se cerró el centro y los supervivientes obtuvieron una Visa.